# 李小琳
李小琳（1961年6月1日—），中国前國務院总理李鹏之長女；现任澳门电力董事、香港中资企业协会执行董事、中国电力企业联合会常务理事和中国工商理事会常务理事之职務；曾任中国大唐集团副总经理和党组成员、中国电力国际发展有限公司董事长、中国电力新能源发展有限公司董事长。此外，李小琳还曾担任第十一届、第十二届全国政协委员，全国妇联执行委员。同时，在教育方面李小琳曾任宜宾学院名誉院长。有中国“电力一姐”之称。著有《静水深流》、《心路历程》及《小琳演讲录》等书。

## 生平

### 早年经历
1961年6月1日，李小琳生於瀋陽市皇姑區中國醫科大學附屬第四醫院。(原是沈阳铁路局沈阳医院)
由于高考没考上大学本科，李小琳就读华北电力大学职工大专。工作后，在其父的帮助下进入清华大学电机系电力系统及自动化专业，攻读硕士。
李小琳先后在电力技术学院当过老师，在电力工业部华北电业管理局当过技术员、工程师。1986年，25岁的李小琳从电力工业部华北电业管理局调到国家能源部任国际司经贸处副处长，分管中国能源行业的外经和外贸工作。最后于1988年，李小琳于清华大学研究生毕业，并获得电力系统及自动化专业工学硕士学位。

### 进入商界
1994年初，经国家经济贸易委员会和对外经济贸易合作部批准，电力工业部独家投资在香港注册成立了中国电力国际有限公司，由李小琳负责公司的筹建。1996年，中国电力投资公司和中国电力国际公司成立，李小琳出任公司总经理助理。1998年，李小琳被推举为中国电力投资集团公司常务副总经理的岗位。
2001年，李小琳筹建了李硕勋教育发展中心，在2001至2011年的10年时间里，李小琳先后拿出150万元奖励或资助了北京、四川等地300名品学兼优或贫困学生和50名优秀教师。几年后，李小琳又开始筹划“勋陶”基金，后经过思考改为“熏陶”基金，希望熏陶培养下一代。
2008年，李小琳兼任香港上市公司中国电力国际发展有限公司董事长，曾被《财富》杂志评为2007年全球商界女强人。2008年起，李小琳开始任全国政协委员。2011年11月，李小琳到担任名誉院长的宜宾学院发表题为《厚德自强路 静水深流情》的演讲。
2013年10月，英国《每日电讯报》报道说，中国电力国际有限公司董事长李小琳卷入外资进入中国保险业的交易。中电国际10月11日晚间在其官方微博上澄清，李小琳未与任何保险公司有个人往来，网上关于其涉及什么保险交易的谣言，纯属恶意卑劣的中伤。10月13日，东方集团实业股份有限公司在其官网上发布了董事长张宏伟的声明。声明称，报道中所提及的李姓女士从未参与该公司及关联公司的任何商业行为，所称相关事宜纯属恶意的造谣中伤。

### 参政议政
2008年起，李小琳开始作为第十一届全国政协委员开始参政议政，参加全国两会。截至目前，李小琳已经当选两届全国政协委员。

#### 十一届全国政协
第十一届全国政协期间，李小琳界别为中华全国妇女联合会，组别为第十九组妇联。参政期间，李小琳认真调研和准备提案，五年任期内一共提交过21份高质量的提案，大部分是关于电力企业深化改革、清洁能源发展，循环经济和生态文明。李小琳每年都会提出关于深化电力企业改革方面的提案，在推动煤电价格联动上涨的同时，她也表示“我也是普通市民，也不希望电力涨价。”
在2012年3月3日开幕的全国政协十一届五次会议期间，李小琳递交了一份关于社会道德建设方面的提案称：“我觉得应该给每个公民建立一份道德档案，以此来约束大家，每个人都要‘知耻’。”此言一出引起争议，舆论呼吁请领导先来。但其建立诚信体系的初衷仍然得到认可，《钱江晚报》发表评论文章认为：“李小琳委员的建议，非常有可取之处，她实际上为我们打开了另一扇窗——为官员建立道德档案。”

#### 十二届全国政协
2013年，李小琳再次当选第十二届全国政协委员，界别由上一届的妇联组调整到经济组，因此李小琳开始更多的关注经济事务方面的参政议政。全国政协第十二届一次会议期间，李小琳共提交了涉及电力行业的《深化电力改革 服务小康社会》、涉及电力体制改革的《修订<电力法> 适应新发展》、涉及绿色能源的《开展国家绿色智能电力系统试点》、涉及低碳生态智能小镇建设的《建立国家低碳智能新城镇试点推动新型城镇化建设》等四份提案。同时，对于道德档案的争议予以澄清，表示是建议建立诚信体系，而非单纯的道德档案。

### 调职大唐电力
2015年5月29日經報國務院批准，中國電力投資集團公司和国家核电技术有限公司重組成立中国国家电力投资集团公司。6月初，有媒体传闻李小琳被出局，将调任大唐集团担任副总经理，官方一度否认该消息。7月7日，国资委宣布李小琳任大唐集团公司副总经理和党组成员。2018年5月23日，李小琳不再担任中国大唐集团党组成员、副总经理职务，同日她发表退休感想。

### 外媒爆料
2014年2月底，香港《亞洲週刊》刊发调查报道《李鹏之女获海南批地逾百亿内情》，指原总理李鹏之女李小琳以名下离岸公司“香港绿色健康发展有限公司”，在已落马的时任海南省副省长、此前曾长期担任周永康秘书的冀文林协助下，去年十一月获海南省发改委批出博鳌乐城的五幅土地，发展医疗中心等项目，价值逾百亿人民币。中国国务院前总理李鹏之女李小琳，继不久前涉在离岸公司隐匿财富丑闻后，再被曝出牵涉早前落马的海南省副省长冀文林案，获得冀当时批出的超百亿元海南地皮。李小琳接受香港《文汇报》专访，指报道纯属谣言，是“不干净的心理写出不干净的文章”。负责撰写报道的《亚洲周刊》资深特派员纪硕鸣称，有关报道以查核资料、详尽数据为事实根据，反指李小琳“那些邋遢事别脏了干净笔”。
2015年2月，国际调查记者联盟（ICIJ）揭露的材料显示：李小琳在汇丰银行有248万美元存款，并与5个其他银行账户链接。因之前李小琳曾放言建议建立“道德档案”，激起网民愤怒。中国互联网已经开始严格控制相关信息的传播。
2016年4月3日，巴拿馬文件洩漏事件中显示，李小琳和丈夫刘智源曾在欧洲列支敦斯登成立Silo基金（Fondation Silo），为一家在英屬維爾京群島开设的公司的单一股东。而该投资公司建立时，李鹏仍任中华人民共和国国务院总理。李小琳在设立公司时，瑞士律师特别提供了李的香港特区护照以完成背景调查，并在文件中称其为“刘李小琳”，刻意使巴拿马的莫萨克·冯赛卡律师行无法将李小琳与李鹏建立关系。李小琳代表律师曾向莫萨克·冯塞卡表示，的资金来源于协助客户自欧洲出口至中国的重型机械利润。

## 名言与演讲
李小琳作为全国政协委员、成功女性和知名人士，多次接受媒体和记者的采访，并发表诸多言论引起社会各界的关注。

### 名言
- 李小琳在面对记者采访时曾开诚布公地表示“能力之外的资本都等于零。”[30]
- “一个人出生在比较好的家庭，如果没有自己的努力，只靠父辈的影响，即使给了你这个位置，你也是扶不起的阿斗！”[30]
- “我的成长是自己一步一步努力的成果……只享受没有‘背景’的成功。”[31]
- “其实我们女性呢，没有选择的就做了人家女儿，我们应该懂得感恩。”[32]
- “一个人出身是难以选择的。我也是自己努力工作实践，大学毕业之后，从工程师开始做起，又是从技术员，一步一个脚印的努力，和同志们一起实践。”[33]

### 演讲
李小琳作为商业领袖多次发表主题演讲。2011年3月，李小琳在第八届中国经济女性发展论坛上就《中国女性在各行业的重要作用》发表主题演讲。2011年11月，李小琳到其担任名誉院长的宜宾学院发表题为《厚德自强路 静水深流情》的演讲。李小琳以“梦想起航、卓越实践”为主题，把整个专题演讲分为“我的故事，心路历程”和“静水深流，厚德自强”两个部分，在演讲中提出了“明确目标、明晰战略、坚韧意志、勇于承担、识人用人、团队无价”的治业感悟。同时，李小琳亲自作词《鹧鸪天·贺宜宾学院三十周年》献给学校。

## 著作
- 《静水深流》2007上海人民出版社。文集分六部分，一 静水深流——管理的和谐境界，二 宁静致远——发展的战略愿景，三 精进深行——不懈的治业追求，四 万涓成流——无价的团队精神，五 生生不息——文化的持恒之力，六 白云悠悠——人生的管理感悟
- 《静水深流：李小琳演讲录》2009新华出版社。精选13篇李小琳在各个论坛上的演讲。

## 荣誉

### 国际荣誉
李小琳曾两次荣登美国《财富》杂志全球商界女强人榜，获封中国“女电王”称号。

### 国内荣誉
2006年，李小琳当选中国十大创新英才。2010年，李小琳获得2010年中国经济女性年度人物第一名。2011年12月12日，李小琳因在全球气候大会上发出中国致力于绿色能源的声音，获得2011CCTV中国经济年度人物奖。此外，李小琳还被评选为2012年度中国十佳绿色新闻人物。2014年，李小琳被第十一届中国企业发展论坛评为当年度的“中国企业十大人物”，同时也被中国经济高峰论坛评为当年度的“中国经济十大杰出女性”。

## 家庭与生活

### 轶事
李小琳业余时间曾撰写文章《长相思》，以怀念祖母、著名教育家赵君陶。
在一次企业调研时，在食堂用餐后曾叮嘱下属“把剩下的饭菜打包带走，不能浪费。”，这一节约行为得到新华网、凤凰网等媒体的报道，被广大网民斥为“作秀”。

### 着装与时尚
李小琳每次出席重大场合穿着十分讲究，历次出席重大场合的时，衣着、配饰、提包和手机价格不菲，皆是世界顶尖品牌。当时各媒体也进行了和点评，李小琳衣着选择大多以意大利和法国的顶级设计师的作品为主。2012年3月5日，李小琳在全国两会期间身穿出自意大利品牌璞琪（Emilio Pucci）2012春夏款鲑鱼粉色套装。2013年4月7日，李小琳在海南博鳌出席博鳌亚洲论坛时身穿古驰 (Gucci) 品牌的粉色套装，搭配了同色系法国巴黎品牌罗杰维威耶（Roger Vivier）贵妇平底鞋，造型抢眼。次日，李小琳穿设计师阿瑟丁·阿拉亚 (Azzedine Alaia)设计的时装再度亮相博鳌亚洲论坛。选择阿瑟丁·阿拉亚在时尚界被认为是一种态度的表达。腾讯时尚等媒体评论这次的造型是李小琳的一次突破。2013年10月，李小琳穿着意大利著名设计师罗伯特·卡沃利（Roberto Cavalli）2013早秋系列的毛皮印花棉大衣出席中国妇女第十一次全国代表大会，再度引发时尚界关注。同时，这件大衣由于被误以为是皮草，也引发部分动物保护组织的不满。中国电力发言人在被问及外套的价格和品牌时表示外套面料是豹纹的布料，并非皮草，并拒绝透露这件外套的价格。

### 家庭
李小琳的父亲为前中共中央政治局常委、国务院总理、全国人大常委会委员长李鹏；母亲为总理夫人、曾任华能国际电力开发公司董事長的朱琳。
李小琳有兄弟二人，兄长为1959年生人的李小鹏，现任中华人民共和国交通运输部部长，曾任山西省人民政府省长，曾任华能国际电力开发公司总经理、董事长。弟弟为1963年生人的李小勇，別名「朱峰」，现居新加坡。
据媒体报道，李小琳的丈夫为劉智源，曾担任中国新华保险公司总经理助理，北华信电子集团总经理，北华信电子集团董事长，浙江信联股份有限公司董事。他们育有一名独生女李琳暄，小名“兰兰”，兰兰的名字是为了纪念为了纪念李小琳父亲李鹏的小姨、革命前辈赵世兰，历任瑞士信贷（香港）副总裁、中国银行（香港）董事总经理。在谈及人生最大的遗憾时，李小琳曾说是仅有一名子女。